# Hardoen
De hardoen, ook wel slingerstaart (Stellagama stellio) is een hagedis uit de familie van de agamen (Agamidae). Deze hagedis is een van de weinige agamen die tot in Europa voorkomen; vrijwel alle andere soorten leven in Azië en Afrika. De soort werd in 2012 in het monotypische geslacht Stellagama Baig et al., 2012 geplaatst; in de literatuur is hij veelal als Agama stellio te vinden.

## Naamgeving en taxonomie
De wetenschappelijke naam van de soort werd in 1758 als Lacerta stellio gepubliceerd door Carl Linnaeus in Systema naturae. Hij baseerde de naam op een beschrijving van Fredrik Hasselquist die in 1757 verscheen, en die de soort in Syrië en Palestina zag, een beschrijving en afbeelding uit 1717 uit Mykonos door Joseph Pitton de Tournefort, waarnaar ook Hasselquist verwees, en een afbeelding uit het werk van Albertus Seba. Door George Albert Boulenger werd de soort in 1885 in het geslacht Agama geplaatst, dat in 1802 door François Marie Daudin was gecreëerd. Onder de naam Agama stellio komt de soort nog veel voor in de literatuur. In 1990 plaatste Kasparek de soort in het geslacht Stellio Laurenti, 1768. De naam Stellio wordt echter niet langer geaccepteerd omdat het in 1936 door Stejneger aangewezen lectotype ervan, Stellio saxatilis Laurenti, 1768 een niet te identificeren soort betreft, en de soorten worden nu hoofdzakelijk in de geslachten Laudakia Gray, 1845 en Acanthocercus Fitzinger, 1849 geplaatst. Manthey & Schuster plaatsen de soort in 1999 in het geslacht Laudakia. In 2012 creëerden Baig et al. het monotypische geslacht Stellagama voor deze soort.
De soort werd in 1768 door Josephus Nicolaus Laurenti beschreven en benoemd als Iguana cordylina, nu herkend als een junior synoniem van de naam die Linnaeus in 1758 gaf. Laurenti baseerde de beschrijving en naam op "Salamandra Americana" van Albertus Seba.

### Ondersoorten

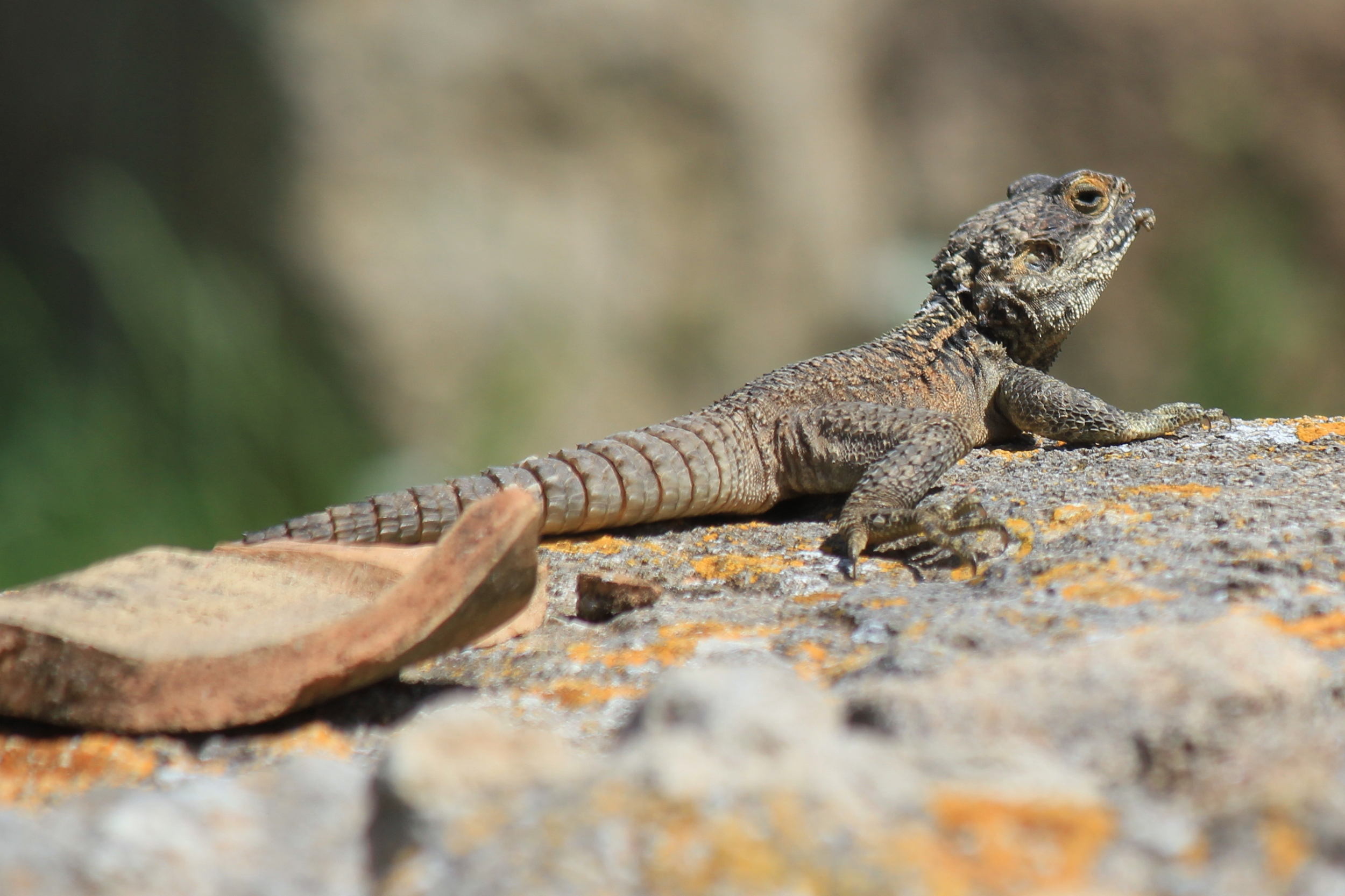
Exemplaar uit Cyprus

De hardoen wordt verdeeld in de volgende ondersoorten, met de auteur en het verspreidingsgebied. De ondersoorten verschillen enigszins in uiterlijk maar zijn met name gebaseerd op geografische verspreiding.

## Ondersoorten
| Naam                             | Auteur                    | Verspreidingsgebied                          |
| -------------------------------- | ------------------------- | -------------------------------------------- |
| Stellagama stellio brachydactyla | Haas, 1951                | Saoedi-Arabië, Israël, Jordanië              |
| Stellagama stellio cypriaca      | Daan, 1967                | Cyprus                                       |
| Stellagama stellio daani         | Beutler & Frör, 1980      | Griekenland, Macedonië, Turkije              |
| Stellagama stellio picea         | Parker, 1935              | Syrië, Libanon, Jordanië, mogelijk in Israël |
| Stellagama stellio salehi        | Werner, 2006              | Israël                                       |
| Stellagama stellio stellio       | Linnaeus, 1758            | Griekenland, Jordanië, Turkije               |
| Stellagama stellio vulgaris      | Sonnini & Latreille, 1802 | Egypte                                       |

## Uiterlijke kenmerken

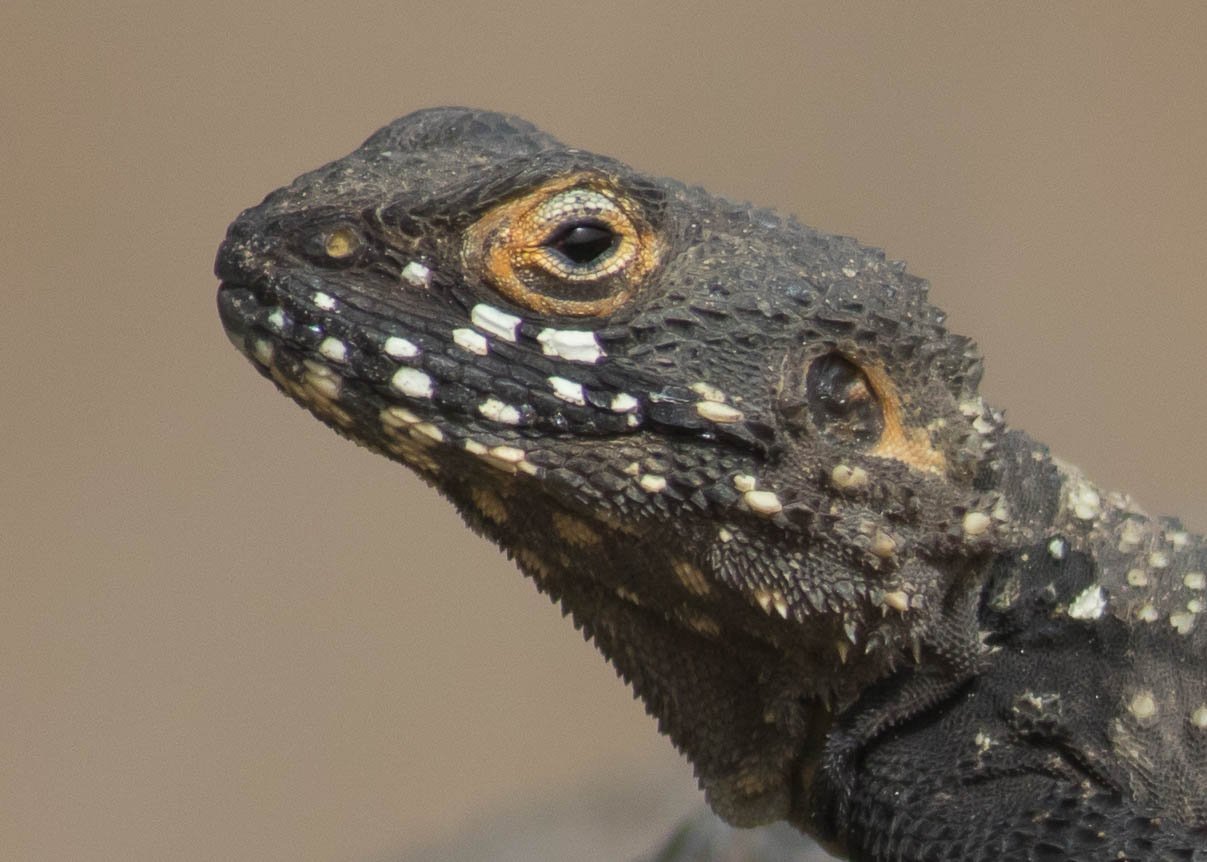
Kop van een exemplaar uit Israël

De kleur is bruingrijs tot bijna zwart, met onregelmatige lichtere vlekken op de rug en staart, vooral op de kop van de mannetjes. Op de rug bevindt zich een lichtere bandering en rijen stekelachtige knobbels, die bij oudere exemplaren vervagen. De dieren kunnen van kleur veranderen, vooral de mannetjes die een rode kleur aan de voorzijde van het lichaam krijgen als ze opgewonden raken. Mannetjes zijn te herkennen doordat ze wat forser worden en meestal een rode voorzijde van het lichaam hebben. De kop is relatief groot en de schubbenrijen op de staart zijn sterk gekield en lijken op stekels. Ze overlappen elkaar wat voor een goede bepantsering zorgt. Het lichaam is afgeplat en heeft een duidelijke hals. De maximale lengte is ongeveer 40 centimeter waarvan bijna de helft bestaat uit de lange staart.

## Verspreiding en habitat
De hardoen komt voor in Griekenland, Macedonië, Egypte, Israël, Jordanië, Libanon, Saoedi-Arabië en Turkije. De verschillende ondersoorten verschillen enigszins in verspreidingsgebied, de ondersoort Stellagama stellio cypriaca die endemisch is op Cyprus, zie onder taxonomie.
De habitat varieert van droge tot zeer droge gebieden. De ondergrond is altijd rotsachtig, vaak in berg- of kustgebieden. De hagedis klimt vaak op stenen en in bomen. Ook in de buurt van steden kan de hagedis worden aangetroffen, zoals in huizen.

### Beschermingsstatus
Door de internationale natuurbeschermingsorganisatie IUCN is de beschermingsstatus 'veilig' toegewezen (Least Concern of LC).

## Levenswijze

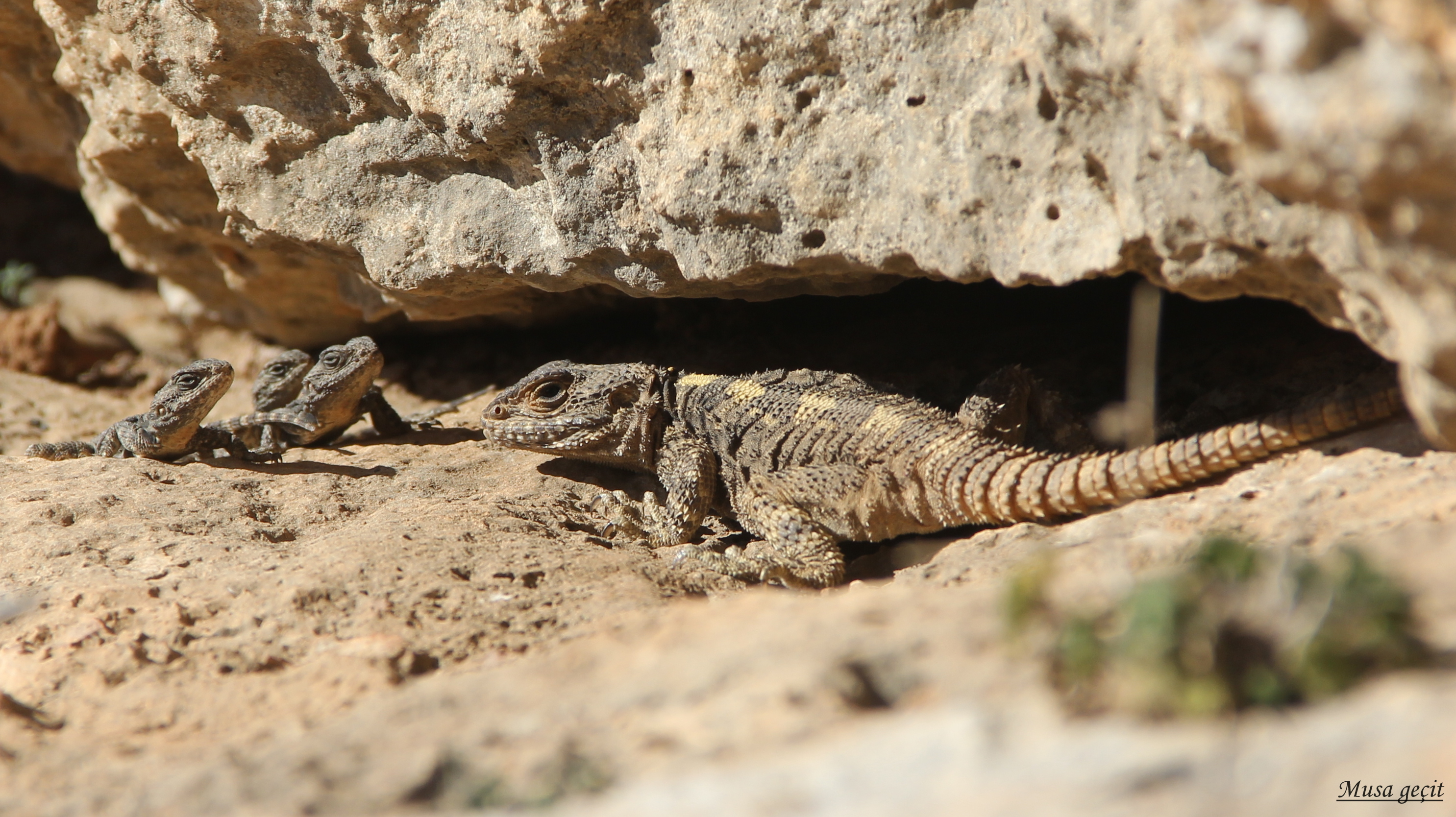
Verschillende generaties in de Turkse provincie Mardin

De hardoen jaagt voornamelijk op kleine ongewervelden zoals insecten maar kan door zijn grootte ook kleine gewervelden buitmaken. Net als andere grotere agamen bestaat een belangrijk deel van het menu uit plantendelen als bladeren en bloemen. De hagedis kan massaal voorkomen op steenhopen en andere geschikte biotopen. Ook tuinen en plantenkwekerijen zijn een geschikte leefomgeving, zoals palmkwekerijen maar ook in huizen wordt de hagedis aangetroffen. De hardoen is een goede klimmer die zijn schuilplaats echter op de bodem heeft, zoals onder stenen en in de holen van knaagdieren.
Zoals wel meer leguaanachtigen – waar de agamen toe behoren – kan het dier met soortgenoten communiceren door knikkende bewegingen te maken met de kop. De paring vindt plaats in de lente, in juni worden de eitjes afgezet, ongeveer 6 tot 14 in totaal. De eitjes hebben een lederachtige schaal en worden afgezet in een ondiep kuiltje. Als de juvenielen vanaf augustus uit het ei kruipen zijn ze zo'n 4 centimeter lang en moeten uitkijken voor onder andere grotere hagedissen om niet te worden opgegeten.